# Limnephilus cianficconiae
Limnephilus cianficconiae är en nattsländeart som beskrevs av Malicky 1980. Limnephilus cianficconiae ingår i släktet Limnephilus och familjen husmasknattsländor. Inga underarter finns listade i Catalogue of Life.